# Биринська сільська рада
Би́ринська сільська́ ра́да — адміністративно-територіальна одиниця та орган місцевого самоврядування в Новгород-Сіверському районі Чернігівської області. Адміністративний центр — село Бирине.

## Загальні відомості
Биринська сільська рада утворена у 1935 році.
- Територія ради: 123,294 км²
- Населення ради: 1 161 особа (станом на 2001 рік)

## Населені пункти
Сільській раді були підпорядковані населені пункти:
- с. Бирине
- с. Підгірне
- с. Прокопівка

## Склад ради
Рада складалася з 12 депутатів та голови.
- Голова ради: Гуща Надія Єгорівна
- Секретар ради: Сидорко Ніна Миколаївна

### Керівний склад попередніх скликань
| Прізвище, ім'я, по батькові | Основні відомості                                                                       | Дата обрання | Дата звільнення |
| --------------------------- | --------------------------------------------------------------------------------------- | ------------ | --------------- |
| Гуща Надія Єгорівна         | Сільський голова, 1961 року народження, освіта середня спеціальна, член Партії регіонів | 26.03.2006   | 31.10.2010      |
| Гуща Надія Єгорівна         | Сільський голова, 1961 року народження, освіта середня спеціальна, член Партії регіонів | 31.10.2010   |                 |

Примітка: таблиця складена за даними сайту Верховної Ради України

### Депутати
За результатами місцевих виборів 2010 року депутатами ради стали:

#### За суб'єктами висування
| Суб'єкт висування                 | Кількість обраних депутатів | %    |
| --------------------------------- | --------------------------- | ---- |
| Партія регіонів                   | 7                           | 58,3 |
| Самовисування                     | 3                           | 25   |
| Комуністична партія України       | 1                           | 8,3  |
| Політична партія «Сильна Україна» | 1                           | 8,3  |

#### За округами
| № округу                          | Прізвище, ім'я, по батькові  | Дата визнання обраним | Освіта  | Партійна приналежність                  | Відомості про обраного депутата                                                                               |
| --------------------------------- | ---------------------------- | --------------------- | ------- | --------------------------------------- | --- |
| Комуністична партія України       |                              |                       |         |                                         | |
| 8                                 | Єрко Анатолій Олександрович  | 03.11.2010            | середня | член Комуністичної партії України       | тимчасово не працює                                                                                           |
| Партія регіонів                   |                              |                       |         |                                         | |
| 1                                 | Помоз Тетяна Георгіївна      | 03.11.2010            | вища    | член Партії регіонів                    | ТОВ «Задеснянське», головний бухгалтер                                                                        |
| 6                                 | Биховець Петро Федорович     | 03.11.2010            | вища    | член Партії регіонів                    | Биринська загальноосвітня школа I-III ст., вчитель                                                            |
| 7                                 | Картак Володимир Іванович    | 03.11.2010            | вища    | член Партії регіонів                    | Управління ветеринарної медицини в Новгород-Сіверському районі, заступник начальника по господарській частині |
| 9                                 | Гальонко Федір Микитович     | 03.11.2010            | середня | член Партії регіонів                    | пенсіонер |
| 10                                | Сидорко Ніна Миколаївна      | 03.11.2010            | вища    | член Партії регіонів                    | Биринська сільська рада, секретар                                                                             |
| 11                                | Шлапак Марина Олександрівна  | 03.11.2010            | вища    | член Партії регіонів                    | Биринська загальноосвітня школа I-III ст., вчитель                                                            |
| 12                                | Редкач Микола Васильович     | 03.11.2010            | середня | член Партії регіонів                    | ТОВ «Задеснянське», механізатор                                                                               |
| Політична партія «Сильна Україна» |                              |                       |         |                                         | |
| 2                                 | Тупиця Тетяна Андріївна      | 03.11.2010            | вища    | член Політичної партії «Сильна Україна» | Биринська сільська рада, головний бухгалтер                                                                   |
| Самовисування                     |                              |                       |         |                                         | |
| 3                                 | Гальонко Світлана Федорівна  | 03.11.2010            | вища    | позапартійна                            | ПП Марфич Ф. О., продавець                                                                                    |
| 4                                 | Помаз Світлана Степанівна    | 03.11.2010            | середня | позапартійна                            | тимчасово не працює                                                                                           |
| 5                                 | Марченко Петро Володимирович | 03.11.2010            | вища    | позапартійний                           | Биринська загальноосвітня школа I-III ст., вчитель                                                            |